# Oresbius nigricornis
Oresbius nigricornis là một loài tò vò trong họ Ichneumonidae.